# Ancien monastère dominicain de Bogoradtchany
L'ancien monastère dominicain (en ukrainien : Домініканський монастир) est un  monastère ukrainien situé dans le raïon d'Ivano-Frankivsk près de la petite ville de Bohorodtchany en Ukraine occidentale.

## Historique
Le monastère est classé,,,,[réf. incomplète] et patrimoine d'intérêt national n°234. Il a été créé en 1691 avec une première église en bois, à partir de 1742 les bâtiments en briques furent commencés. La construction dura vingt années et le monastère fut endommagé lors de la Première guerre mondiale.
En 2020, l'église a été restitué à l'Église catholique romaine.

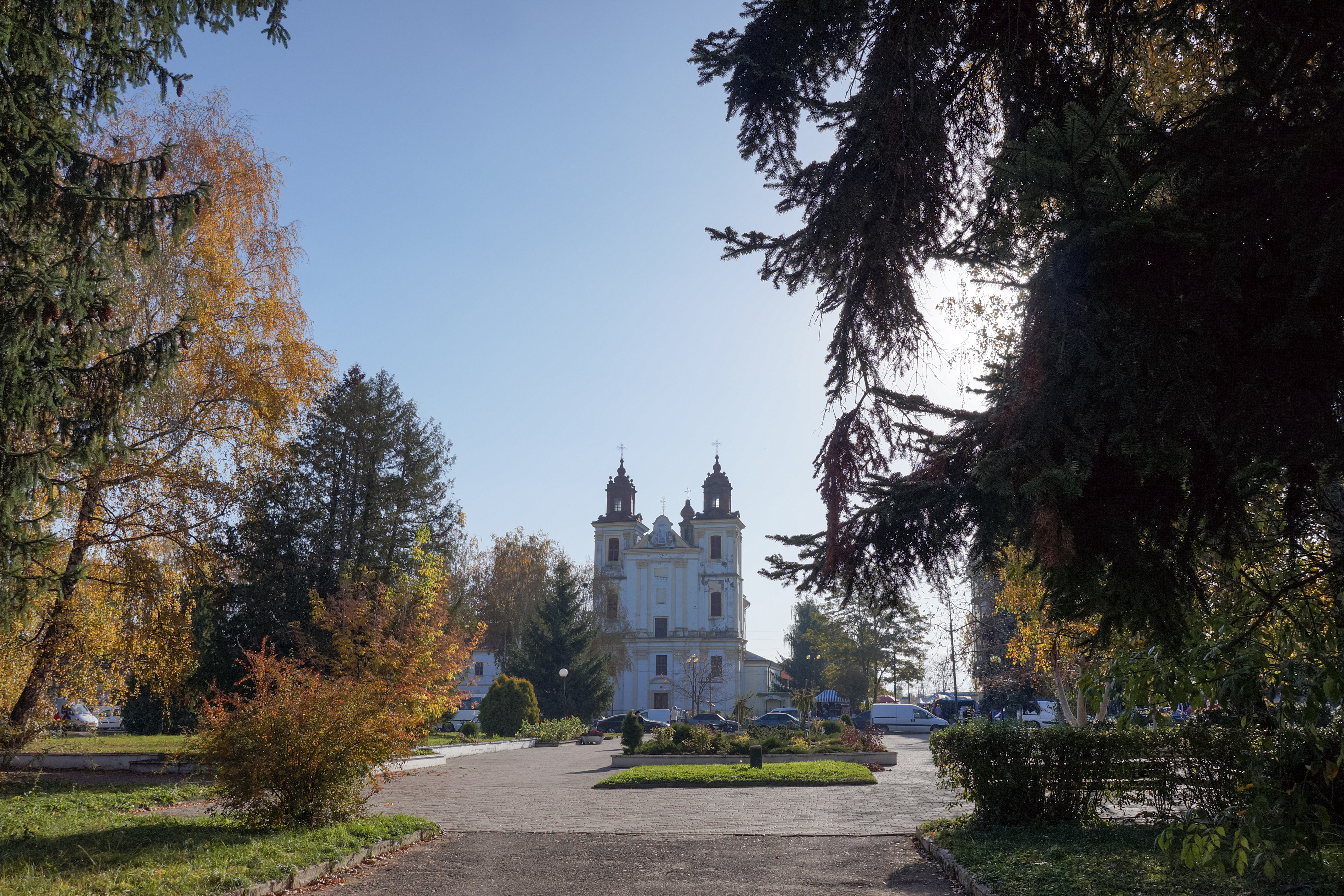
Allée d'accès
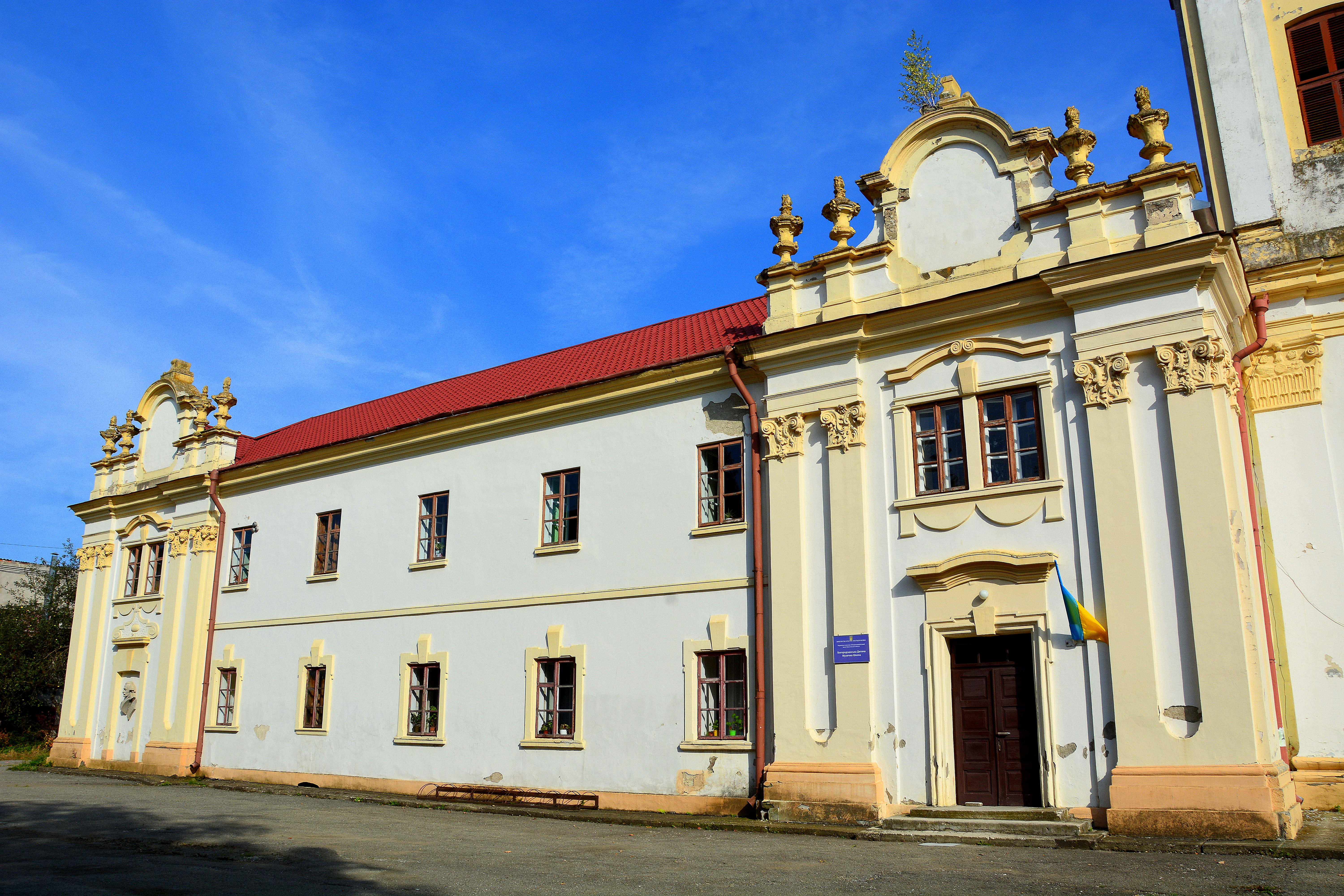
cellules monastiques
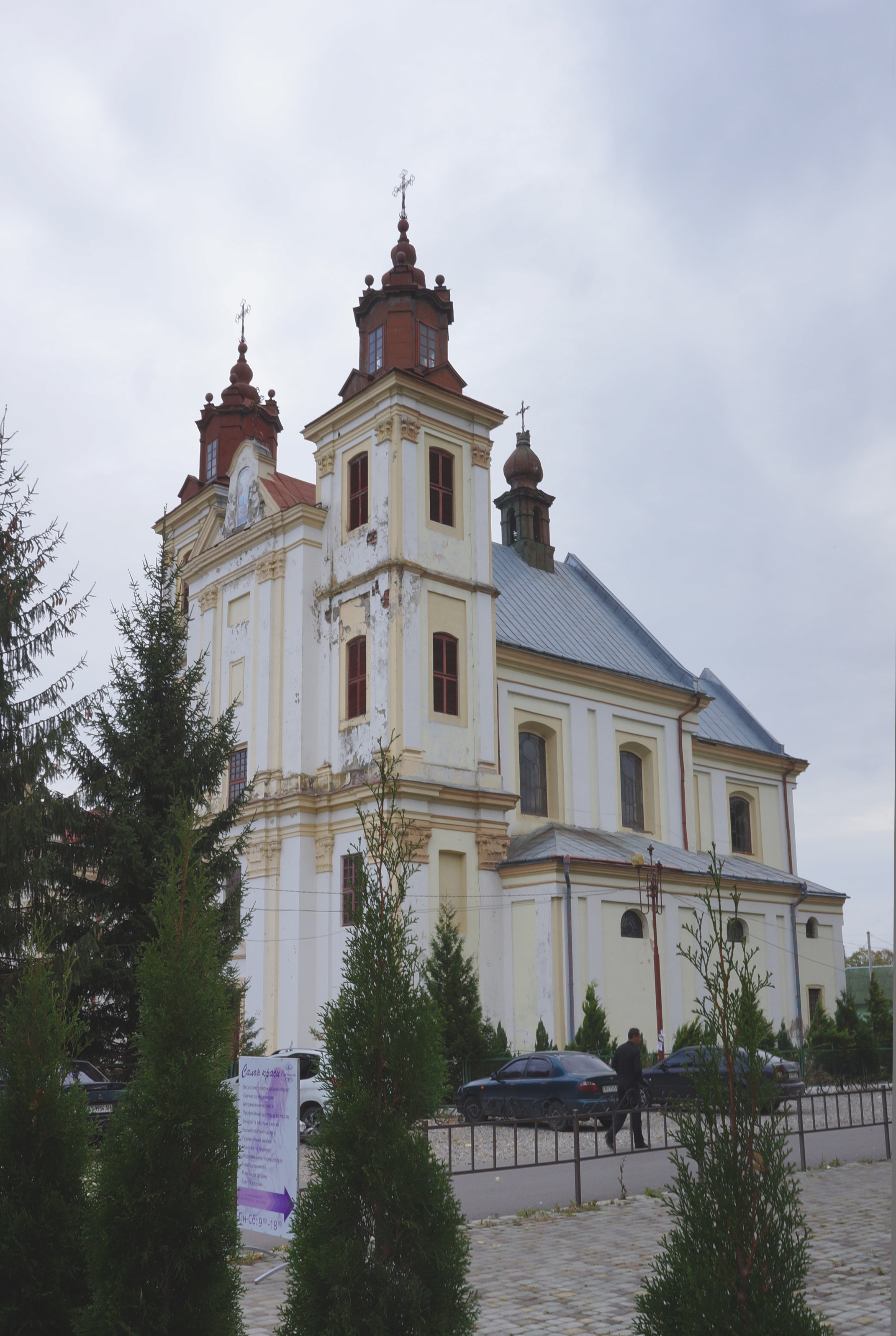
l'église des saints Pierre et Paul devenue Nativité de Marie